# 广陵区
广陵区是中國江苏省扬州市下辖的一个市辖区，地处江苏省中部，长江与京杭大运河交汇处，位于长江三角洲经济圈内，行政区域面积为341.96平方公里。區人民政府驻四望亭路40号。
廣陵，古城揚州的先名，歷史上的揚州。唐代大詩人李白的一首《送孟浩然之廣陵》讓廣陵名揚天下。5.09平方公里的廣陵古城，現有500多處歷史建築,各類文物保護單位148個,集中了揚州最珍貴的瑰寶。廣陵區是名城揚州的中心原點。古運河、大運河、廖家溝貫通南北,三河成“川”,將廣陵自然分割為三大板塊,揚州的“州”字宛若天成。

## 行政区划
广陵区下辖4个街道办事处、6个镇、1个乡：
东关街道、汶河街道、文峰街道、曲江街道、杭集镇、李典镇、沙头镇、头桥镇、泰安镇、湾头镇、汤汪乡和广陵经济开发区。

## 人口
根據第七次全国人口普查數據，截至2020年11月1日零時，廣陵區常住人口為542305人。

## 地理環境
广陵区西高东低，从西向东呈扇形逐渐倾斜，沿江沿湖一带为平原。属亚热带温润气候，年平均气温14.8℃，全年平均无霜期220天，平均日照2140小时，年降水量1030毫米。

## 交通
广陵区南傍长江，古运河、京杭大运河、廖家沟三条河流呈“川”字型南北贯通境内。古运河最具扬州水文化特色，是古代盐商漕运的唯一通道；京杭大运河与长江交汇，是贯通南北的水上运输干线。
公路
京沪和宁通高速公路连接贯通，构成一横一纵“T型”高速公路骨架。长江北岸正在造“防洪、运输”双功能的沿江高等级公路，将三港（南通港、扬州港和南京港）三桥（江阴大桥、润扬大桥和南京大桥）和三市（南通市、扬州市和南京市）连成一片。
水路
截止2014年，有航道184条，2163公里，其中等级航道819.2公里。京杭大运河扬州段全长143.3公里，终年可通行千吨级船舶，北通江苏的淮安、宿迁、徐州，山东的济宁、聊城、德州，河北的沧州及天津、北京等地；南往江苏的镇江、无锡、苏州和浙江的杭州等地。
铁路
宁启铁路贯穿扬州城，西连京沪线，东接新长线，通达全国。

## 旅遊
东关街、何园、个园、古运河。